# IC 453
IC 453 је појединачна звијезда у сазвјежђу Велики пас која се налази на листи објеката дубоког неба у Индекс каталогу.
Деклинација објекта је - 16° 54' 25" а ректасцензија 6h 49m 11,1s.